# Euchalcis unicolor
Euchalcis unicolor är en stekelart som först beskrevs av Lucas 1871.  Euchalcis unicolor ingår i släktet Euchalcis och familjen bredlårsteklar. Inga underarter finns listade i Catalogue of Life.